# شهرستان سجویک (کانزاس)
شهرستان سجویک، کانزاس (به انگلیسی: Sedgwick County, Kansas) شهرستانی در ایالات متحده آمریکا است که در کانزاس واقع شده‌است.

## خصوصیات
شهرستان سجویک ۲٬۶۱۴ کیلومترمربع مساحت دارد.